# Daniel Díaz (calciatore 2002)
Daniel Rafael Díaz Quiala (L'Avana, 30 luglio 2002) è un calciatore cubano, attaccante dell'Inter de San Carlos, in prestito dal San Carlos, e della nazionale cubana.

## Carriera

### Nazionale
Nel 2022 ha esordito con la nazionale cubana, con la quale ha in seguito anche partecipato alla CONCACAF Gold Cup 2023.

## Statistiche

### Cronologia presenze e reti in nazionale
| Cronologia completa delle presenze e delle reti in nazionale ― Cuba | Cronologia completa delle presenze e delle reti in nazionale ― Cuba | Cronologia completa delle presenze e delle reti in nazionale ― Cuba | Cronologia completa delle presenze e delle reti in nazionale ― Cuba | Cronologia completa delle presenze e delle reti in nazionale ― Cuba | Cronologia completa delle presenze e delle reti in nazionale ― Cuba | Cronologia completa delle presenze e delle reti in nazionale ― Cuba | Cronologia completa delle presenze e delle reti in nazionale ― Cuba |
| Data                                                                | Città                                                               | In casa                                                             | Risultato                                                           | Ospiti                                                              | Competizione                                                        | Reti                                                                | Note                                                                |
| ------------------------------------------------------------------- | ------------------------------------------------------------------- | ------------------------------------------------------------------- | ------------------------------------------------------------------- | ------------------------------------------------------------------- | ------------------------------------------------------------------- | ------------------------------------------------------------------- | ------------------------------------------------------------------- |
| 15-11-2022                                                          | Santiago de los Caballeros                                          | Rep. Dominicana                                                     | 2 – 4                                                               | Cuba                                                                | Amichevole                                                          | -                                                                   | 70’                                                                 |
| 23-3-2023                                                           | Waterford                                                           | Barbados                                                            | 0 – 1                                                               | Cuba                                                                | CONCACAF Nations League 2022-2023 - 1º turno                        | -                                                                   | 75’                                                                 |
| 20-6-2023                                                           | Montevideo                                                          | Uruguay                                                             | 2 – 0                                                               | Cuba                                                                | Amichevole                                                          | -                                                                   | 84’                                                                 |
| 27-6-2023                                                           | Fort Lauderdale                                                     | Guatemala                                                           | 1 – 0                                                               | Cuba                                                                | Gold Cup 2023 - 1º turno                                            | -                                                                   | 78’                                                                 |
| 1-7-2023                                                            | Houston                                                             | Cuba                                                                | 1 – 4                                                               | Guadalupa                                                           | Gold Cup 2023 - 1º turno                                            | -                                                                   | 46’                                                                 |
| 12-9-2023                                                           | L'Avana                                                             | Cuba                                                                | 1 – 0                                                               | Suriname                                                            | CONCACAF Nations League 2023-2024 - 1º turno                        | -                                                                   | 46’                                                                 |
| 20-11-2023                                                          | Volgograd                                                           | Russia                                                              | 8 – 0                                                               | Cuba                                                                | Amichevole                                                          | -                                                                   | 82’                                                                 |
| 25-3-2025                                                           | Couva                                                               | Trinidad e Tobago                                                   | 4 – 0                                                               | Cuba                                                                | Qual. Gold Cup 2025                                                 | -                                                                   | 66’                                                                 |
| Totale                                                              |                                                                     | Presenze                                                            | 8                                                                   |                                                                     | Reti                                                                | 0                                                                   |                                                                     |